# Diocèse de Beauvais
Le diocèse de Beauvais est un ancien diocèse français dans la province ecclésiastique de Reims supprimé en 1790. Il est remplacé par le diocèse de Beauvais, Noyon et Senlis.